# سبیر (لنکران)
سبیر (به لاتین: Səbir) یک منطقه مسکونی در جمهوری آذربایجان است که در شهرستان لنکران و در دهیاری دارقوبا واقع شده‌است.